# 宁武西站
宁武西站，位于山西省忻州市宁武县县城西侧，是朔黄铁路与宁静铁路的共建车站。车站始建于1998年，现主要办理煤炭列车的发运以及朔黄、宁静两铁路间的车辆过轨、交接作业。

## 概况

### 站场及设备
车站站场整体呈现东北—西南走向，有朔黄铁路（中心里程K15+931）与宁静铁路（中心里程K5+840）纵贯车站。车站站场为一级三场横列式结构，其中，朔黄场位于东侧，有到发线4股（正线2股），到发线有效长均达到1,050m；交接场位于中间，有到发线5股，到发线有效长在956m至1,038m之间；宁静场位于西侧，有到发线5股（正线1股），到发线有效长在855m至975m之间。朔黄场与交接场已电气化，宁静场未电气化；朔黄铁路上下行区间均为复线电气化，宁静铁路上下行区间均为单线未电气化。

### 业务与运营
宁静场为三等区段站，设有煤台、储煤场及机务段，办理煤炭发运、机务整备作业，是宁静铁路上业务量最大的车站；朔黄场为中间站，主要办理列车会让作业。

### 历史
- 1998年，车站投入运营[4]

## 周边
- 周遇吉墓
- 宁武县卫生学校
- 宁武关